# اقلیم جنگل‌های بارانی حاره‌ای

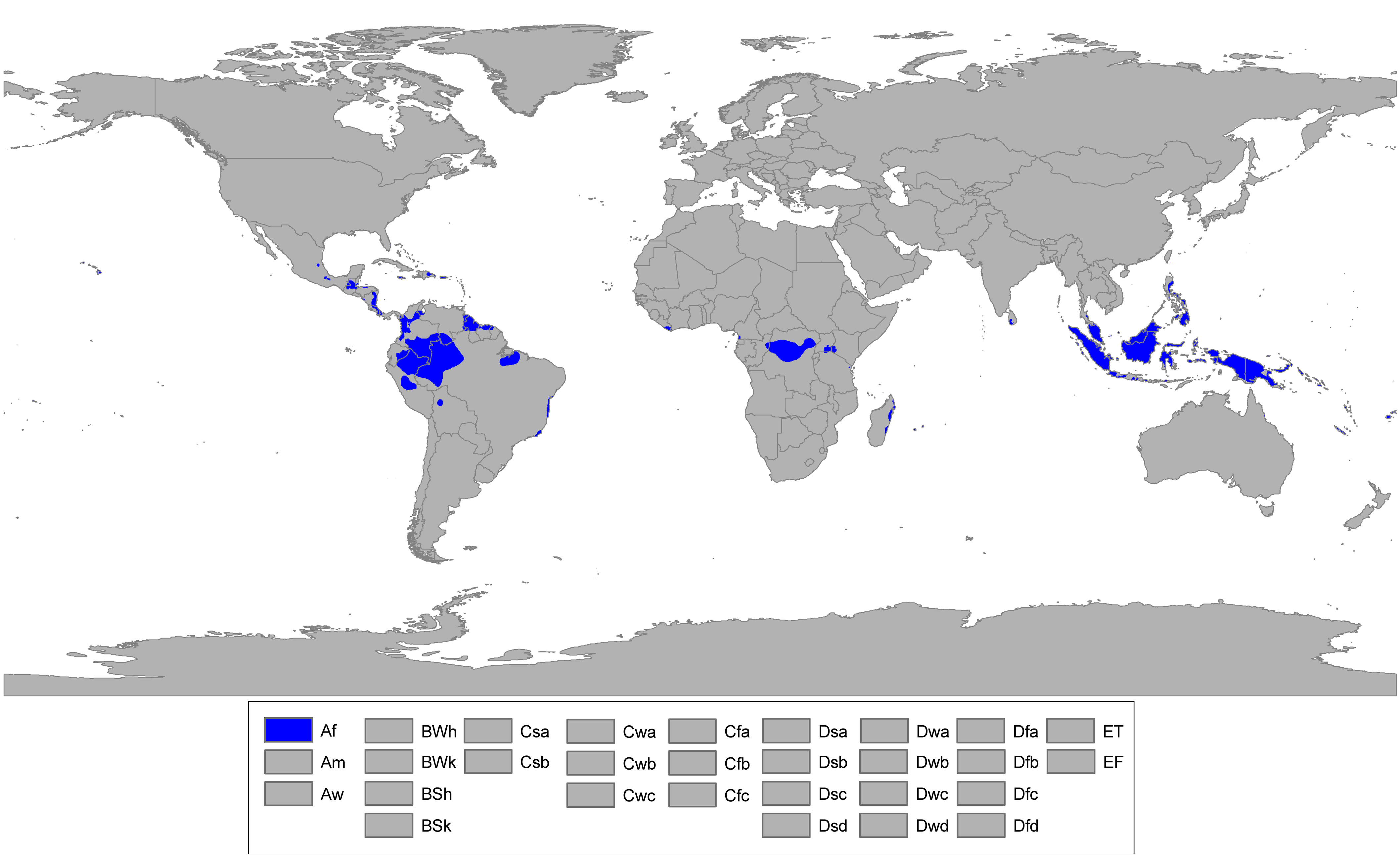
اقلیم جنگل‌های بارانی حاره‌ای در جهان (Af).

اقلیم جنگل‌های بارانی حارّه‌ای (به انگلیسی: Tropical rainforest climate) یا اقلیم جنگل حارّه بارانی که گاهی اقلیم جنگل‌های استوایی یا گرم و مرطوب حارّه‌ای نیز نامیده می‌شود نوعی اقلیم حاره‌ای است که معمولاً (نه همیشه) در امتداد خط استوا (فاصله ۵ تا ۱۰ درجه‌ای استوا) یافت می‌شود.
در سامانه طبقه‌بندی اقلیمی کوپن، سه نوع اصلی اقلیم در گروه A وجود دارد: اقلیم جنگل‌های بارانی حاره‌ای (Af)، اقلیم موسمی حاره‌ای (Am) و اقلیم گرم‌دشت حاره‌ای (Aw یا As). هر سه دسته در این اقلیم بر اساس بارش (P) خود طبقه‌بندی می‌شوند و Pdry نشان‌دهنده بارش در خشک‌ترین ماه سال است. در اقلیم جنگل‌های بارانی حاره‌ای، Pdry باید بزرگ‌تر یا مساوی ۶۰ میلی‌متر (۲٫۴ اینچ) باشد.
اقلیم جنگل‌های بارانی حاره‌ای یا پهنه Af (حرف f از واژه آلمانی "feucht" برای مرطوب گرفته‌شده) معمولاً فقط در محدوده ۵ تا ۱۰ درجه عرض جغرافیایی در شمال و جنوب خط استوا وجود دارند. اقلیم جنگل‌های بارانی حاره‌ای دمای بالایی دارد و میانگین دمای سالانه معمولاً بین ۲۱ درجه سانتیگراد تا ۳۰ درجه سانتیگراد (۷۰ درجه فارنهایت تا ۸۵ درجه فارنهایت) است میزان بارندگی می‌تواند به بیش از ۱۰۰ اینچ در سال برسد. فصل‌ها به‌طور مساوی در طول سال توزیع شده‌اند و تقریباً هیچ دوره خشک‌سالی در اینجا وجود ندارد مناطق دارای اقلیم جنگل‌های بارانی حاره‌ای، عمدتاً شامل بخش‌های شمالی حوضه آمازون در آمریکای جنوبی، حوضه زئیر شمالی (کنگو) در آفریقا و جزایر هند شرقی است.
اقلیم جنگل‌های بارانی حاره‌ای با سایر زیرگروه‌های اقلیم حاره‌ای متفاوت است زیرا به دلیل بارندگی، تنوع درختان بیشتری دارد. تعرق ناشی از وجود تعداد زیاد درختان باعث افزایش رطوبت آب و هوا می‌شود که فرایند تبخیر آب از سطح گیاهان زنده به جو است. گرما و بارش فراوان به شدت به تنوع ویژگی‌های پوشش گیاهی در اقلیم جنگل‌های بارانی حاره‌ای کمک می‌کند. پوشش‌های گیاهی باعث ایجاد یک لایه‌بندی عمودی و اشکال مختلف رشد برای دریافت نور کافی خورشید می‌شوند که در سایر انواع اقلیم، غیرمعمول است.